# Acala Fluctus
L'Acala Fluctus è una struttura geologica della superficie di Io.